# 表 (道具)

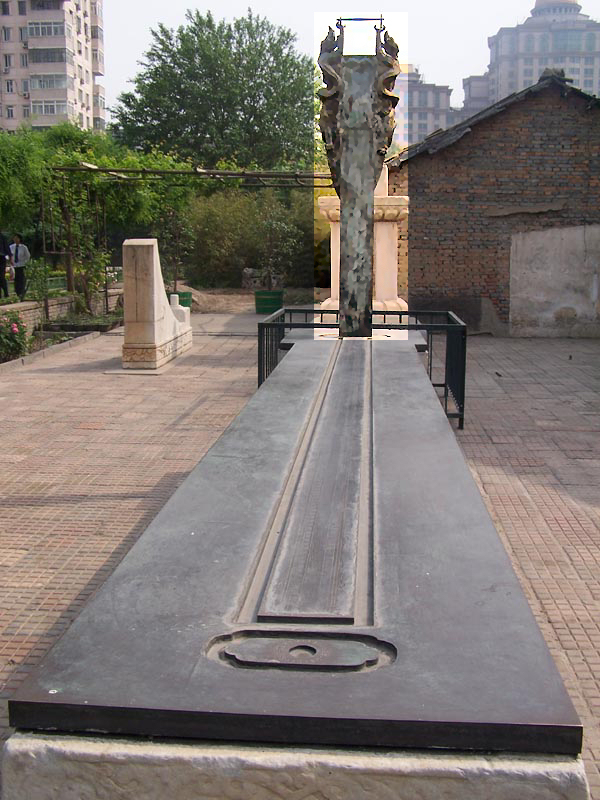
北京古観象台にある、郭守敬製作による圭表のレプリカ（石製）。もとになったものは銅製で、紫金山天文台が所蔵している。

表（ひょう）とは、前近代の中国・日本などで用いられた緯度観測のための器具。土圭（とけい）とも呼ばれる。
基本的には水平な地面に垂直の棒を立てたもので、影の長さより太陽の南中時刻・太陽高度・季節推移などを測定して、緯度を割り出したり、太陽南中高度が最小になる時点（冬至）の到来を観測して太陽年を計測したりした。
中国では周の時代より用いられ、『史記』司馬穰苴伝にも登場している。
日本でも観測に用いられ、江戸時代には大型の圭表儀、小型の小表儀、目盛環が取り付けられた太陽南中高度を測定するために工夫された測午表儀などが制作されていた。

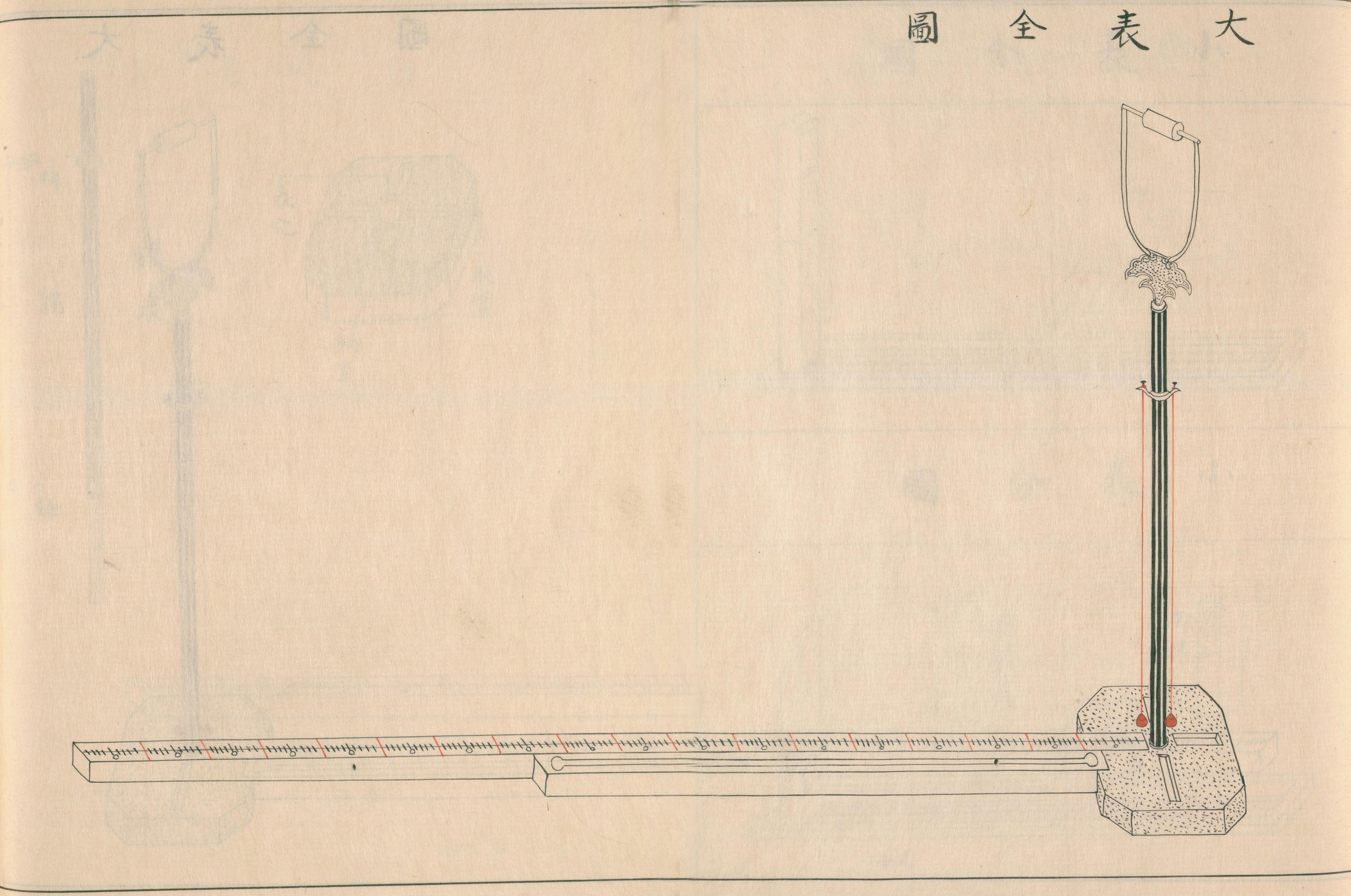
大表全図（圭表儀）　暦法新書 1791年